# Roland Klick
Roland Klick (né le 4 juillet 1939 à Hof, en Bavière) est un réalisateur allemand.

## Filmographie
- 1963 : Weihnacht (court métrage)
- 1964 : Ludwig (court métrage)
- 1965 : Zwei (court métrage)
- 1966 : Jimmy Orpheus
- 1968 : Bübchen
- 1970 : Deadlock
- 1973 : Supermarché
- 1976 : Lieb Vaterland magst ruhig sein
- 1979 : Derby fever, USA
- 1983 : White Star
- 1989 : Schluckauf